# Surströmming

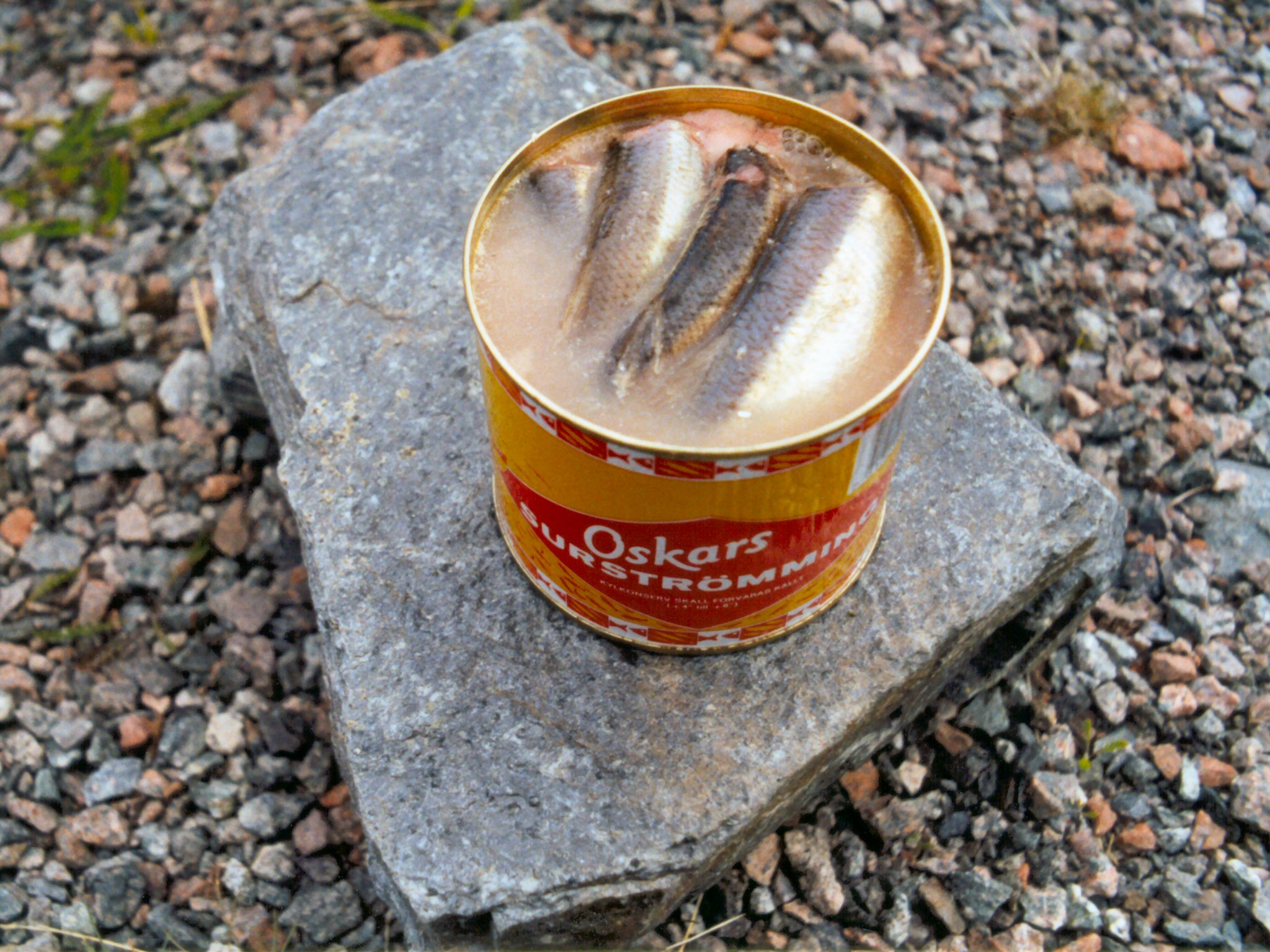
Geöffnete Dose Surströmming

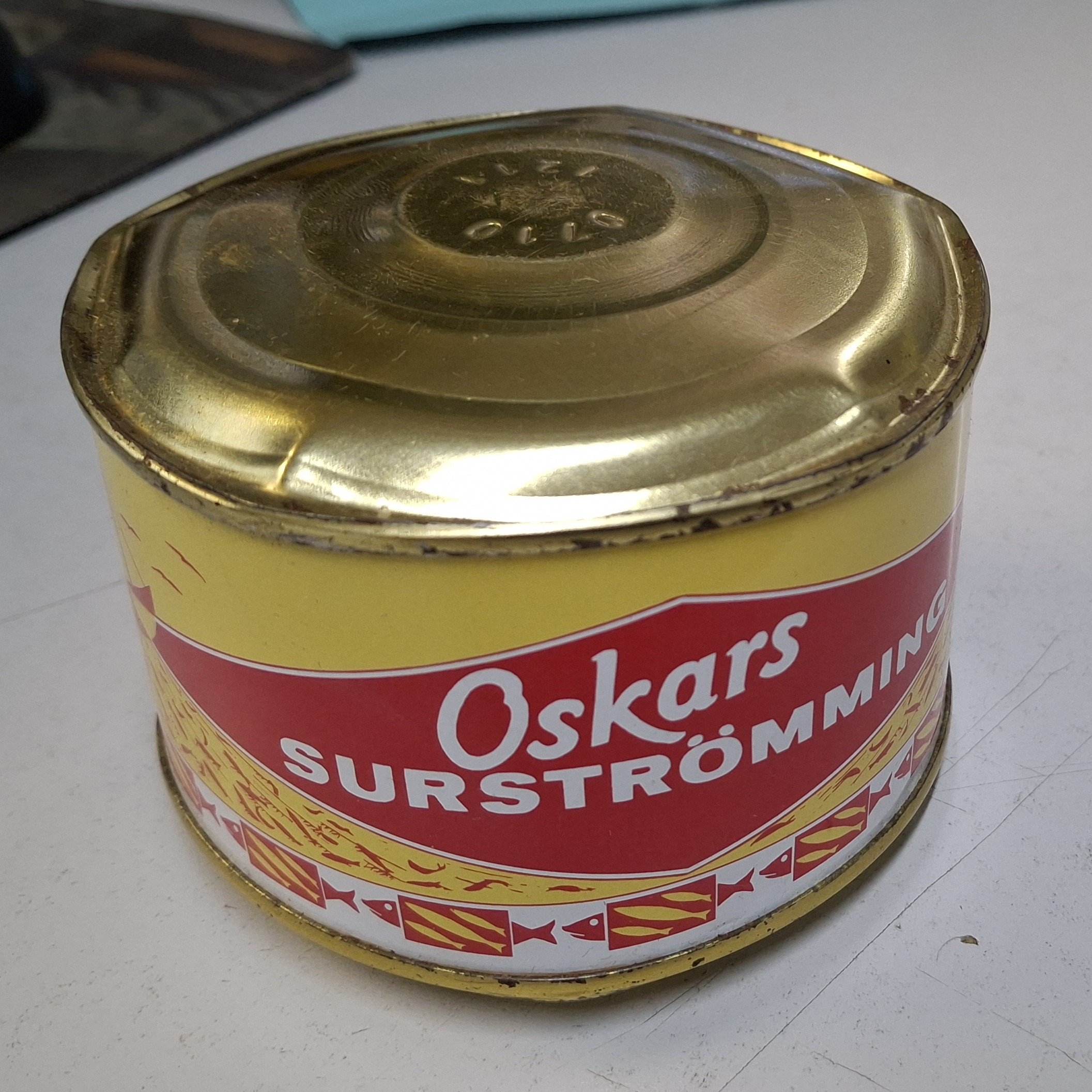
Eine stark gewölbte Dose Surströmming

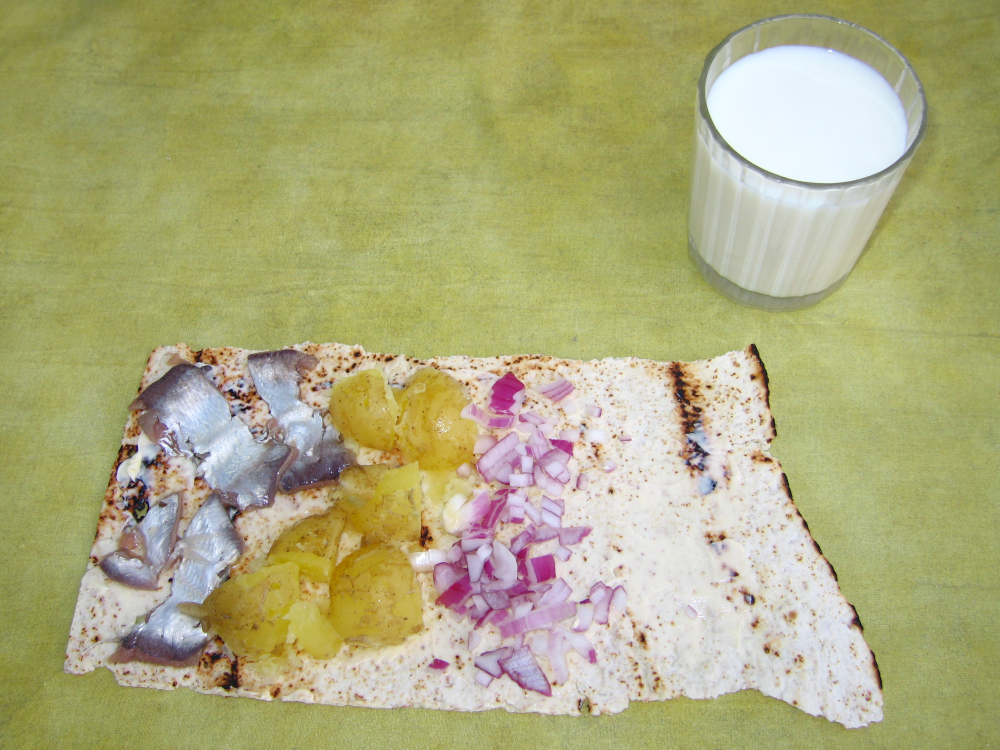
„Klämma“ mit Surströmming, gekochten Kartoffeln und rohen roten Zwiebeln auf weichem Tunnbröd mit Butter, bevor es zusammengerollt wird. Dazu ein Glas Vollmilch.

Surströmming ([sʉ̌ːʂtrømːiŋ]; schwedisch für saurer Hering) ist eine schwedische Fischspeise, die durch Milchsäuregärung konserviert wird. Er riecht „intensiv; faulig und stinkend“, schmeckt aber entgegen dem Namen nicht sauer.

## Geschichte und Herstellung
Surströmming war bei Bauern in Nordschweden Alltagsnahrung und wurde oft als Proviant verwendet. Er wird aus ausgewachsenen, laichreifen Ostseeheringen vor allem an der norrländischen Küste hergestellt. Diese werden im Frühjahr gefangen und in Salzlake eingelegt, wo sie durch Milchsäurebakterien zu gären beginnen. Etwa einen Monat vor der Surströmming-Premiere, die den Verkaufsstart der Saison bezeichnet, wird der Fisch in Konserven verpackt, in denen sich der Gärprozess fortsetzt, sodass sich Boden und Deckel der Dosen wölben.

## Verkauf
Der Verkauf oder die Premiere beginnt traditionell am dritten Donnerstag im August. Das Datum ist auf eine königliche Richtlinie aus dem Jahr 1937 zurückzuführen, die sicherstellen sollte, dass der Fisch fertig gereift und für den Verzehr verwendbar ist. 1998 wurde diese staatliche Vorgabe aufgehoben. Die Interessenvertretung der Hersteller führt diese Tradition dennoch weiter. Mit Verkaufsstart wird Surströmming schwedenweit im Lebensmitteleinzelhandel vertrieben.

## Verzehr
Surströmming kann auf unterschiedliche Weise verzehrt werden. Eine Möglichkeit ist die tunnbrödsklämma (wörtlich „Dünnbrotklammer“): Eine Scheibe Tunnbröd (dünnes Fladenbrot aus Norrland) wird mit in Wasser gründlich abgespültem Surströmming, Mandelkartoffeln, Butter, weißen oder roten rohen gehackten Zwiebeln, saurer Sahne (gräddfil) und Tomaten belegt.
Traditionell wird Surströmming mit kalter Milch, Aquavit oder Bier serviert.

## Sonstiges
- In Deutschland verspritzte zu Weihnachten 1981 eine Wohnungsmieterin absichtlich im Treppenhaus Surströmmingbrühe. Ihr Mietvertrag wurde fristlos gekündigt. Das Landgericht Köln bestätigte die Kündigung, nachdem in der mündlichen Verhandlung eine Dose Surströmming geöffnet worden war (LG Köln v. 12. Januar 1984 – 1 S 171/83, WuM 1984, Seite 55[6]).
- Der Transport der Surströmmingdosen wurde wegen der Sorge vor Explosionsgefahr 2006 auf Flügen von British Airways und Air France ausdrücklich verboten.[7][8]
- Im Disgusting Food Museum Berlin kann Surströmming zu besonderen Events verkostet werden.[9]